# Jean-Louis Dewost
Pour les articles homonymes, voir Dewost.
Jean-Louis Dewost, né le 6 septembre 1937 à Malo-les-Bains (Nord) et mort le 2 mars 2019 à Paris, est un haut fonctionnaire français et un haut fonctionnaire communautaire.

## Biographie

### Jeunesse et études
Jean-Louis Dewost est titulaire d'une licence en droit, d'un DES d’études supérieures d’économie politique et de sciences économiques. Diplômé de l’Institut d’études politiques de Paris, il est également ancien élève de l'École nationale d'administration (promotion Blaise Pascal, 1964).

### Parcours professionnel
Après sa scolarité à l'ENA, il intègre le corps du Conseil d'État, où il est auditeur de 1964 à 1967 et responsable du centre de documentation de 1967 à 1969.
Il devient ensuite directeur adjoint à l’Organisation européenne pour la mise au point et la construction de lanceurs d’engins spatiaux (Cecles-Eldo) de 1969 à 1972, puis directeur à Cecles-Eldo de 1972 à 1973.
De 1973 à 1987, il exerce la fonction de Jurisconsulte (i.e. directeur général du service juridique) du Conseil des Ministres de l'Union européenne. Il quitte cette fonction pour rejoindre la Commission européenne, où il exerce la  fonction de directeur général du service juridique sous les présidences successives de Jacques Delors, Jacques Santer, et Romano Prodi, jusqu'en 2001. 
Il réintègre ensuite le Conseil d’État et est nommé président de la section sociale.
En 2003, il est nommé président de la commission nationale de contrôle des interceptions de sécurité (CNCIS), autorité indépendante, pour une durée de six ans.
Il est resté président de section honoraire au Conseil d’État jusqu'à son décès.
Il a été également président de la Société de législation comparée (SLC) de 2004 à 2007, et continue statutairement à faire partie du conseil de direction de la Société , tout en siégeant au groupe " droit des affaires" lequel organise chaque année un Colloque consacré à des questions d' actualité (les SIEG et le marché intérieur, le cloud computing , etc.)
Il a été membre du Conseil scientifique de la Fondation pour le droit continental .A ce titre , il a suivi plus particulièrement les travaux de l' Index de la sécurité juridique.

### Parcours professoral
Jean-Louis Dewost a été professeur à l'Institut d'études politiques de Paris. Il y a donné pendant six ans un cours intitulé « Introduction aux questions européennes et au droit communautaire ».

## Décorations
- Commandeur de la Légion d'honneur. Chevalier, puis officier (7 juillet 2003) puis commandeur (2 avril 2010) de la Légion d’honneur[2]
- Officier de l'ordre national du Mérite
- Grand officier de l’ordre de la Rose blanche (Finlande)
- Grand officier de l’ordre de Faucon (Islande)